# Phylocentropus lucidus
Phylocentropus lucidus är en nattsländeart som först beskrevs av Hagen 1861.  Phylocentropus lucidus ingår i släktet Phylocentropus och familjen Dipseudopsidae. Inga underarter finns listade i Catalogue of Life.